# Бутор, Ирина Михайловна
Ирина Михайловна Бутор (род. 26 февраля 1980) — белорусская легкоатлетка, специалистка по многоборьям. Выступала за сборную Белоруссии по лёгкой атлетике в конце 1990-х — начале 2000-х годов, призёрка Кубка Европы в личном и командном зачётах, чемпионка первенств национального значения, участница чемпионата мира в Париже. Мастер спорта Республики Беларусь международного класса.

## Биография
Ирина Бутор родилась 26 февраля 1980 года. Начала заниматься лёгкой атлетикой в 1988 году в Жодино, проходила подготовку в ДЮСШ БелАЗа.
Впервые заявила о себе на международном уровне в сезоне 1998 года, когда вошла в состав белорусской национальной сборной и выступила на юниорском мировом первенстве в Анси, где в зачёте семиборья набрала 5238 очков и заняла итоговое 14-е место.
В 2001 году закрыла десятку сильнейших на молодёжном европейском первенстве в Амстердаме (5620).
В 2002 году одержала победу на чемпионате Белоруссии в семиборье, на соревнованиях в Стайках установила свой личный рекорд в данной дисциплине — 6268 очков. На Кубке Европы по легкоатлетическим многоборьям в Быдгоще с результатом в 5869 очков стала девятой и шестой в личном и командном зачётах соответственно. На чемпионате Европы в Мюнхене отказалась от борьбы на этапе метания копья.
В 2003 году была десятой на турнире Hypo-Meeting (5936), второй в личном и командном зачётах на Кубке Европы в Брессаноне (6264), 12-й на чемпионате мира в Париже (6035).
На Hypo-Meeting 2004 года не показала никакого результата, в то время как на чемпионате мира в помещении в Будапеште с личным рекордом в 4315 очков стала в пятиборье шестой.
Впоследствии оставалась действующей спортсменкой вплоть до 2011 года, хотя в последнее время уже не показывала сколько-нибудь значимых результатов на международной арене.